# Friedrich Ahsbahs von der Lanze
Friedrich Ahsbahs von der Lanze, avstrijski general, * 23. september 1801 (oz. 1810), † 5. januar 1879.

## Življenjepis
9. junij 1852 je bil povzdignjen v plemiča, pri čemer je dobil plemiški naziv in dodatek k priimku von der Lanze. Po njegovi smrti je plemiški naslov prevzel njegov posvojenc Leo Ahsbahs.
Med letoma 1853 in 1859 je bil poveljnik 12. dragonskega polka, kateremu je poveljeval med drugo italijansko osamosvojitveno vojno.
Upokojen je bil 8. septembra 1866.

## Pregled vojaške kariere
Napredovanja
- generalmajor: 24. april 1859